# Cornelis van Haarlem

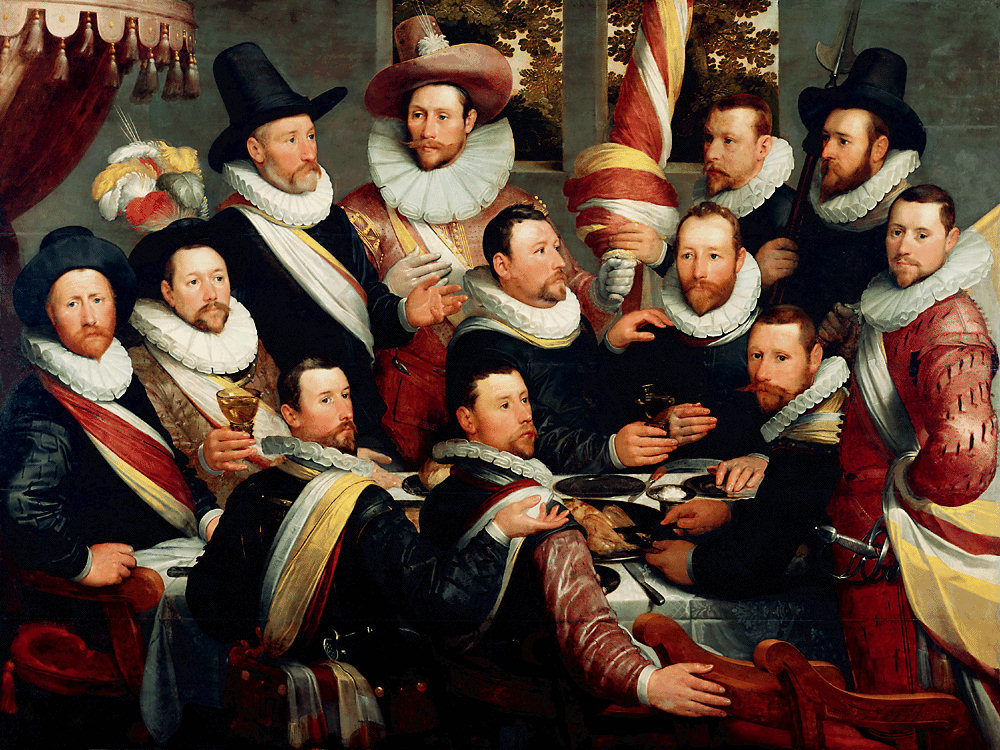
Banquet dels Oficials de la Companyia de Sant Jordi (1599)

Cornelis Corneliszoon van Haarlem (Haarlem, 1562 - 11 de novembre de 1638), pintor i dibuixant de l'Edat d'Or neerlandesa, era un dels artistes neerlandesos del grup dels manieristes del nord i un precursor important de Frans Hals com a retratista.

## Biografia
Nascut a Haarlem, Cornelis Corneliszoon era membre de l'escola Manerista de Haarlem, que estava força influenciada pel treball de Bartholomeus Spranger, els dibuixos del qual varen ser portats a Haarlem per Karel van Mander el 1585, i varen tenir un efecte immediat. Pintava principalment retrats així com temes mitològics i bíblics, inicialment de mida gran, treballs altament estilitzats amb nus italianitzats en poses torçades amb una anatomia grotesca, antinatural. Més tard, el seu estil va canviar cap a un estil realista neerlandès.
Quan els seus pares varen fugir de Haarlem el 1568, mentre l'exèrcit espanyol posava setge a la ciutat durant la Guerra dels vuitanta anys, Cornelis Cornelisz va romandre enrere sota la tutela del pintor Pieter Pietersz el Vell, el seu primer professor. Més tard, Corneliszoon va estudiar a Rouen, França i Anvers.
Va esdevenir un membre respectat de la comunitat i el 1583 va rebre el seu primer encàrrec oficial de la ciutat de Haarlem, un retrat de la companyia de milícia, el Banquet de la Guarda Cívic Haarlem. Més tard es convertia en pintor de la ciutat de Haarlem i va rebre nombrosos encàrrecs oficials. Com a retratista, de grups i d'individus, va ser una influència important en Frans Hals.
Juntament amb Karel van Mander, Hendrick Goltzius i altres artistes, van formar l'Acadèmia de Haarlem o «Manieristes de Haarlem». Probablement era una agrupació molt informal que es reunia per dibuixar models nus, i naturalment intercanviar punts de vistes artístics. Corneliszoon també va jugar un rol en la reorganització de la corporació dels artistes locals, el Gremi de Sant Lluc de Haarlem, ajudant a canviar la seva orientació medieval religiosa, elevant l'estatus dels artistes. Entre els seus estudiants estava Cornelis Claesz Heda (germà de Willem Claeszoon Heda), qui sembla que va exportar l'estil particular de Cornelisz a l'Índia, on era actiu a la cort del soldà de Bijapur.
Cornelis Cornelisz es va casar amb Maritgen Arentsdr Deyman, la filla d'un burgmestre de Haarlem, en algun moment abans de 1603. El 1605 va heretar un terç de la propietat del seu sogre ric.
Les seves pintures es troben al Frans Hals Museum a Haarlem, al Rijksmuseum a Amsterdam, al Louvre a París, la National Gallery de Londres, l'Ermitage a Sant Petersburg i d'altres museus.

## Galeria

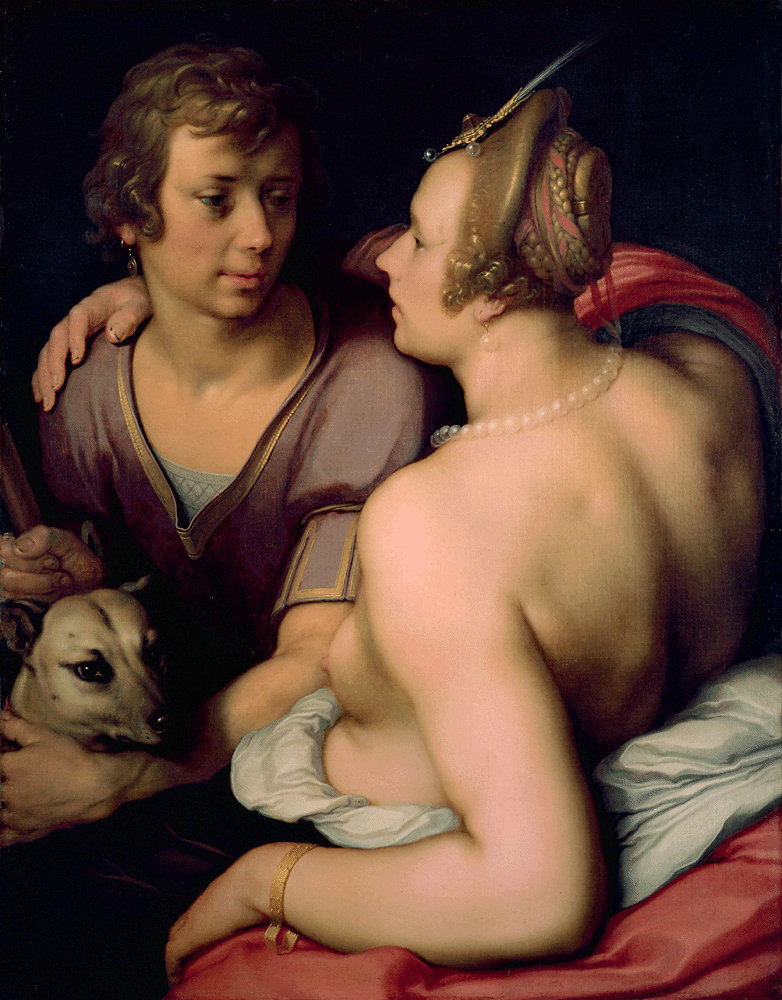
Venus i Adonis (1614)
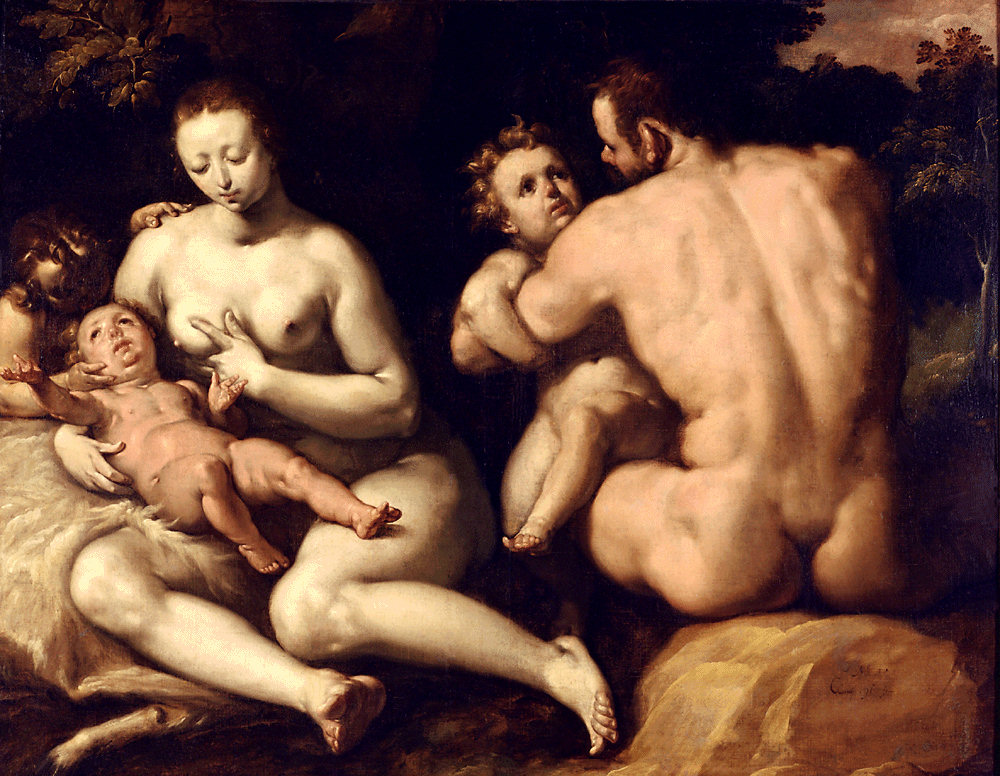
La primera família (Noah i la seva família)
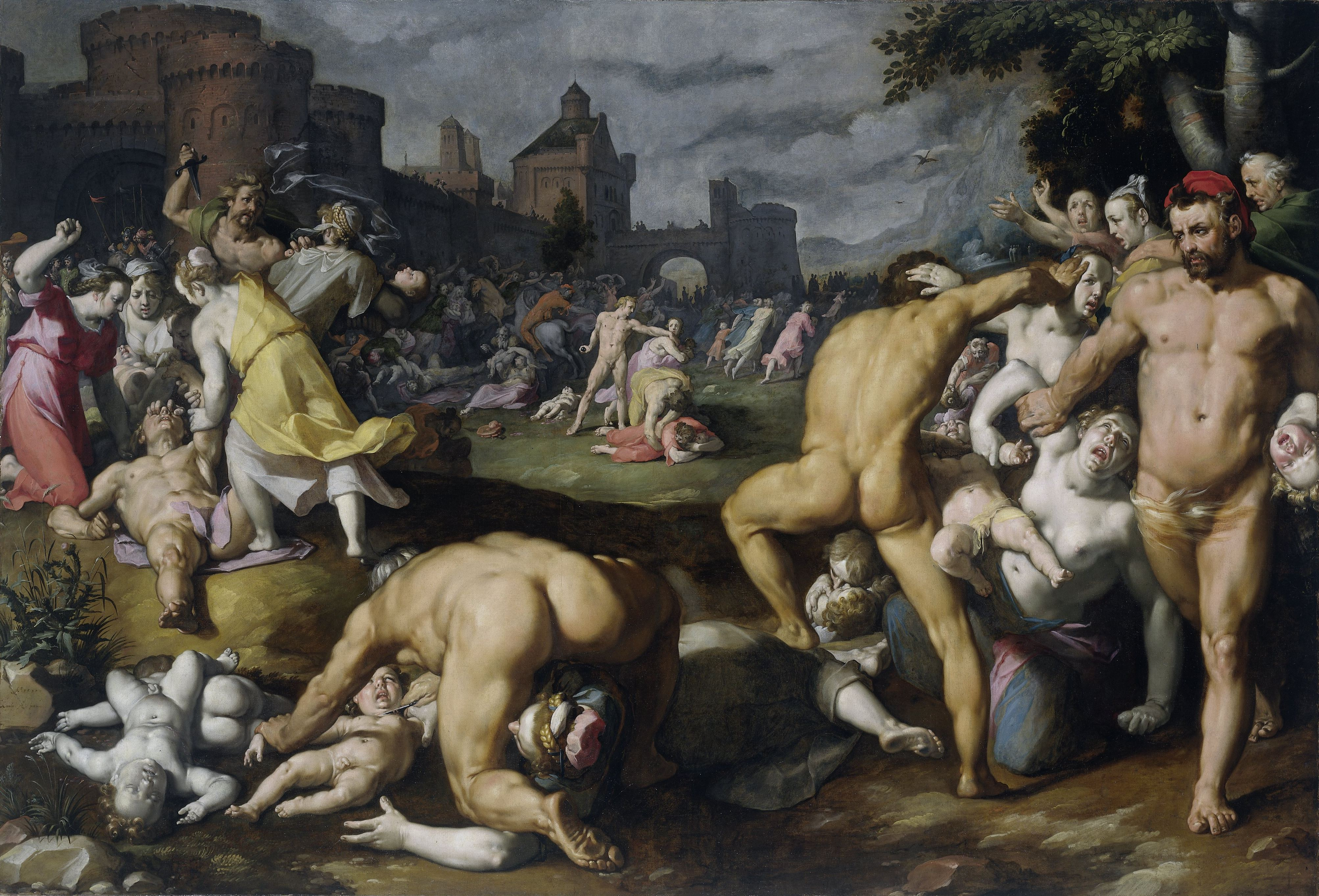
Massacre dels Innocents (1590)
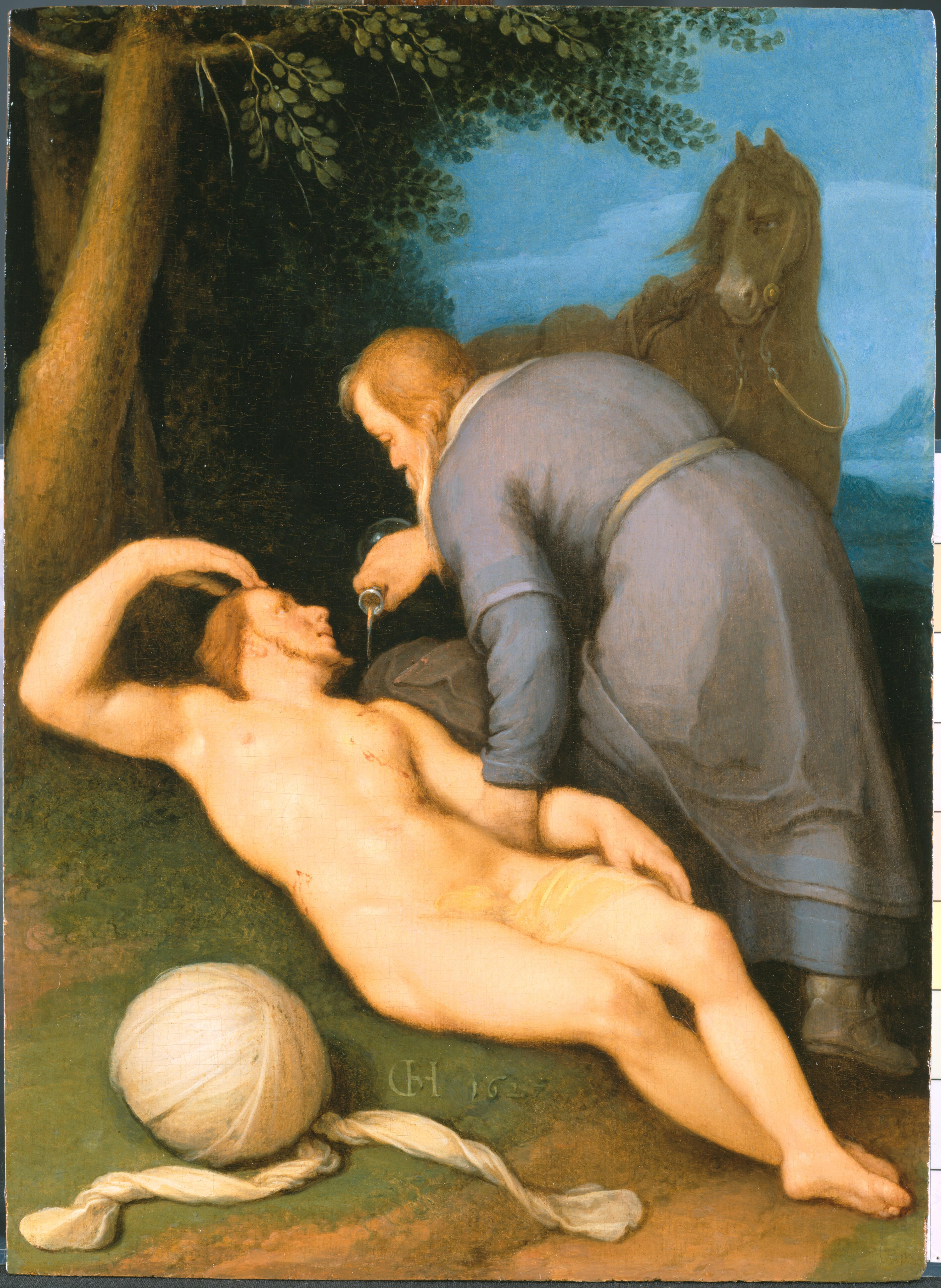
El Bon Samarità (1627) (oli sobre taula)
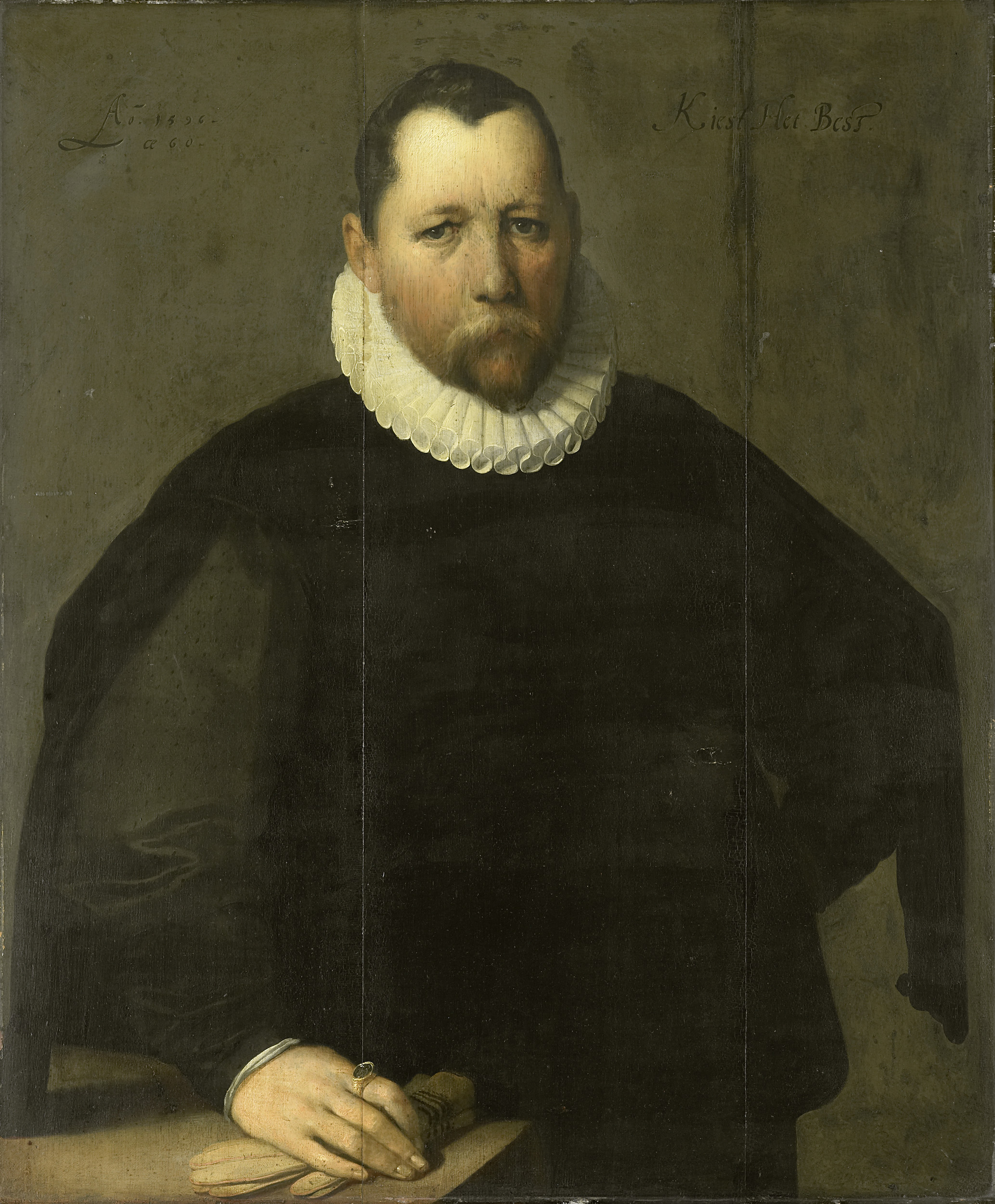
Retrat de Pieter Jansz Kies (1596)
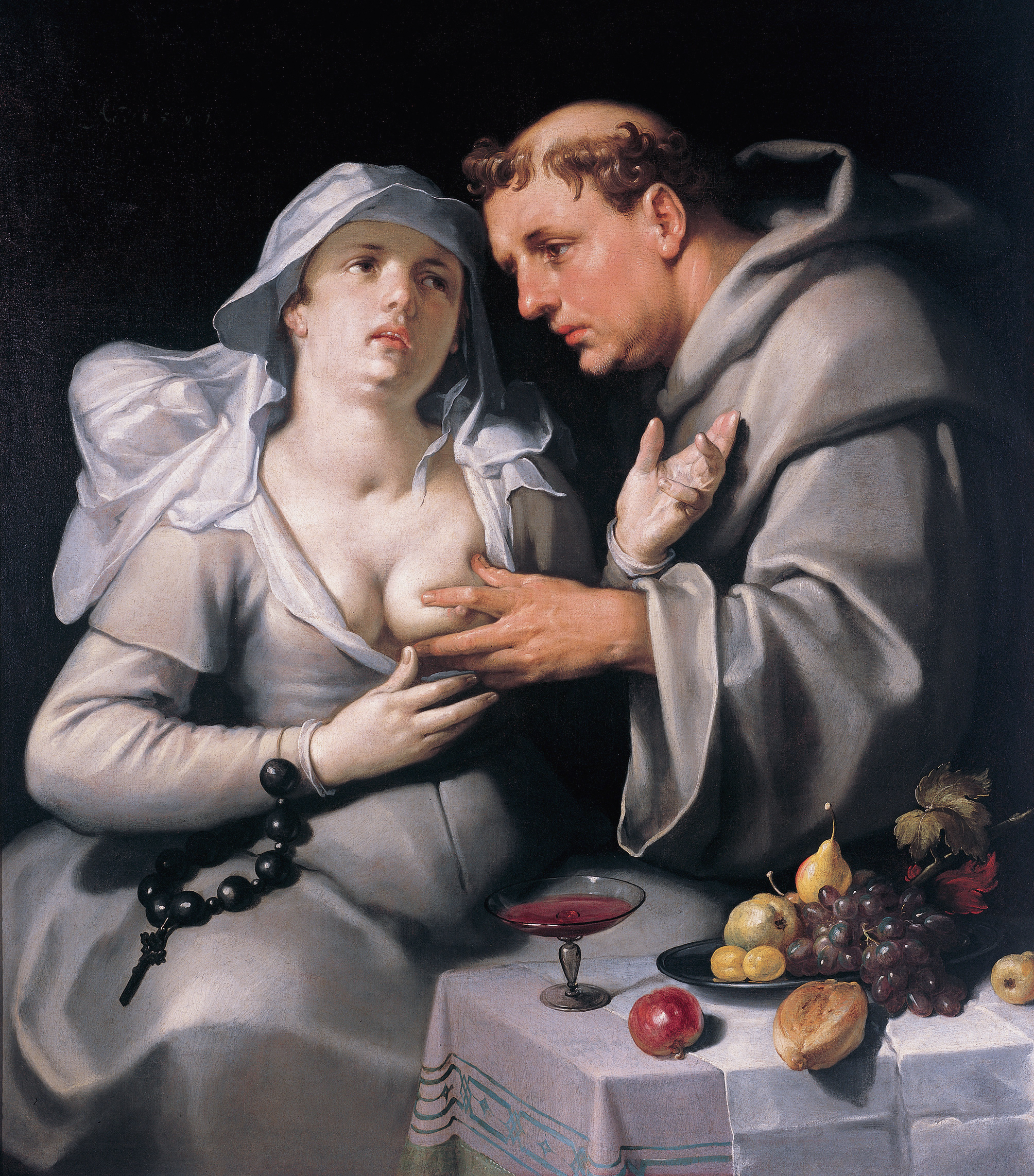
Monjo amb una beguina (1591)